# Unia Tarnów (żużel)

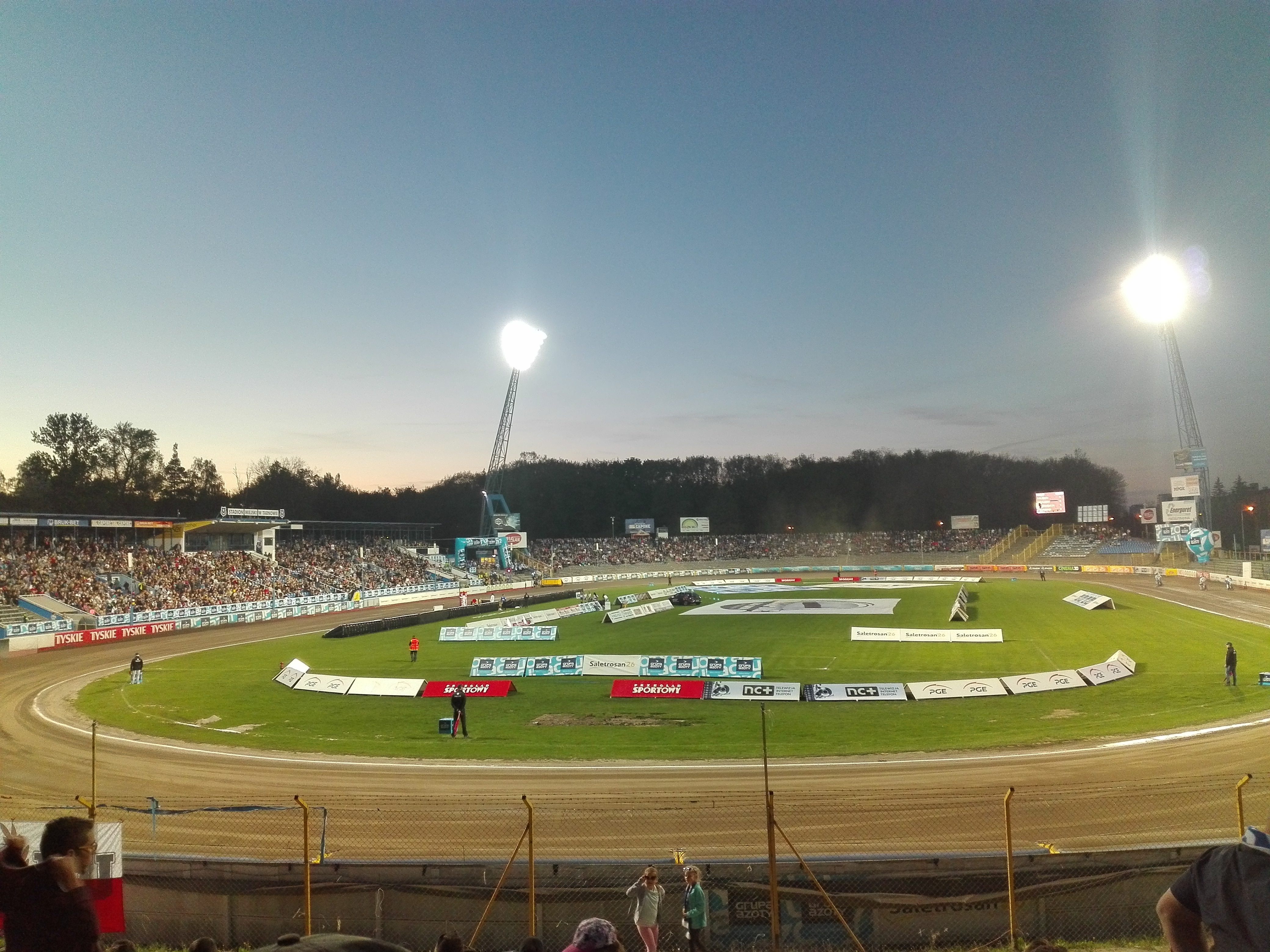
Stadion podczas zawodów Unii Tarnów

Unia Tarnów (występuje pod nazwą Autona Unia Tarnów) – polski klub żużlowy z Tarnowa. 3-krotny drużynowy mistrz Polski.

## Historia klubu
W latach 1957–2001 żużlowcy startowali jako sekcja żużlowa ZKS Unia Tarnów. Największym sukcesem drużynowym są złote medale DMP z 2004, 2005 i 2012, a indywidualnym są tytuły IMP uzyskane: w 1967 przez Zygmunta Pytko na torze w Rybniku, w 2005 i 2013 przez Janusza Kołodzieja, w 2006 przez Tomasza Golloba na torze w Tarnowie oraz przez Runę Holtę w 2007 na torze we Wrocławiu. W drugiej połowie sezonu 2001 sekcja żużlowa połączyła się z TŻ Kraków i startowała pod nazwą TŻ Kraków-Unia Tarnów. Drużyna uzyskała awans do I ligi. Od następnego roku „Jaskółki” wystartowały pod szyldem TTŻ Unia Tarnów. W 2003 miejsce TTŻ-u w lidze zajęła ŻSSA, której udziałowcem jest m.in. TTŻ.
Unia Tarnów ŻSSA jest pierwszym klubem żużlowym-spółką w Polsce. W 2003 żużlowcy tego klubu uzyskali awans do najwyższej klasy rozgrywkowej, po 7 latach walki w niższych ligach. Zimą 2003-2004 do klubu przyszli bracia Tomasz i Jacek Gollobowie oraz Tony Rickardsson, co w połączeniu z utalentowaną młodzieżą (Janusz Kołodziej i Marcin Rempała) i drugą linią opartą na wychowankach pozwoliło zdobywać DMP w latach 2004-2005. W latach 2005–2007 zawodnicy Unii stawali na najwyższym stopniu podium IMP, kolejno: Janusz Kołodziej, Tomasz Gollob i Rune Holta. Od zdobycia drugiego tytułu DMP klub stopniowo spadał niżej w tabeli, aż w 2008 został zdegradowany do I ligi, jednak w 2009 roku klub awansował do Ekstraligi. Pierwszy sezon po powrocie do najwyższej klasy rozgrywkowej tarnowianie zakończyli na 5. miejscu. W sezonie 2010 klub zorganizował finał indywidualnych mistrzostw Europy, które zwyciężył Sebastian Ułamek. W roku 2012, pod szyldem Azoty Tauron Tarnów, zespół prowadzony przez trenera Marka Cieślaka sięgnął po trzeci tytuł DMP. O sile drużyny stanowili: Janusz Kołodziej, który powrócił do Tarnowa po dwóch latach startów w barwach Unii Leszno, Greg Hancock, Martin Vaculík, Leon Madsen i Maciej Janowski. W sezonie zasadniczym 2013 Unia Tarnów zajęła 4. miejsce, natomiast w rozgrywkach finałowych pokonała w dwumeczu Dospel Włókniarz Częstochowa (49:41, 42:48) i ostatecznie zajęła 3. miejsce.

## Poszczególne sezony
| Sezon | Rozgrywki ligowe | Rozgrywki ligowe          | Rozgrywki ligowe | Rozgrywki ligowe | Uwagi                       |
| Sezon | Liga             | Liga                      | Miejsce          | Miejsce          | Uwagi                       |
| ----- | ---------------- | ------------------------- | ---------------- | ---------------- | --------------------------- |
| 1957  | III              | III liga (gr. „południe”) | 3/5              | 3/5              |                             |
| 1958  | III              | III liga                  | 1/10             | 1/10             |                             |
| 1959  | II               | II liga                   | 2/8              | 2/8              |                             |
| 1960  | I                | I liga                    | 7/8              | 7/8              |                             |
| 1961  | II               | II liga                   | 2/11             | 2/11             | Przegrane baraże o awans    |
| 1962  | II               | II liga                   | 4/12             | 4/12             |                             |
| 1963  | II               | II liga                   | 1/12             | 2/12             |                             |
| 1964  | II               | II liga                   | 4/11             | 2/12             | Przegrane baraże o awans    |
| 1965  | II               | II liga                   | 2/9              | 2/9              |                             |
| 1966  | II               | II liga                   | 4/9              | 2/9              | Wygrane baraże o awans      |
| 1967  | I                | I liga                    | 8/8              | 8/8              |                             |
| 1968  | I                | I liga                    | 6/8              | 8/8              |                             |
| 1969  | II               | II liga                   | 3/9              | 3/9              |                             |
| 1970  | II               | II liga                   | 1/8              | 1/8              |                             |
| 1971  | I                | I liga                    | 8/8              | 8/8              |                             |
| 1972  | II               | II liga                   | 4/8              | 4/8              |                             |
| 1973  | II               | II liga                   | 4/8              | 4/8              |                             |
| 1974  | II               | II liga                   | 4/8              | 4/8              |                             |
| 1975  | II               | II liga                   | 5/8              | 5/8              |                             |
| 1976  | II               | II liga                   | 3/6              | 3/6              |                             |
| 1977  | II               | II liga                   | 6/7              | 6/7              |                             |
| 1978  | II               | II liga                   | 3/7              | 3/7              |                             |
| 1979  | II               | II liga                   | 5/8              | 5/8              |                             |
| 1980  | II               | II liga                   | 6/8              | 6/8              |                             |
| 1981  | II               | II liga                   | 4/7              | 4/7              |                             |
| 1982  | II               | II liga                   | 2/7              | 2/7              | Przegrane baraże o awans    |
| 1983  | II               | II liga                   | 5/8              | 5/8              |                             |
| 1984  | II               | II liga                   | 2/7              | 2/7              | Przegrane baraże o awans    |
| 1985  | II               | II liga                   | 1/7              | 1/7              |                             |
| 1986  | I                | I liga                    | 9/10             | 9/10             | Wygrane baraże o utrzymanie |
| 1987  | I                | I liga                    | 9/10             | 9/10             | Wygrane baraże o utrzymanie |
| 1988  | I                | I liga                    | 8/10             | 8/10             |                             |
| 1989  | I                | I liga                    | 8/10             | 8/10             |                             |
| 1990  | II               | II liga                   | 1/10             | 1/10             |                             |
| 1991  | I                | I liga                    | 6/8              | 6/8              |                             |
| 1992  | I                | I liga                    | 6/10             | 6/10             |                             |
| 1993  | I                | I liga                    | 8/10             | 8/10             |                             |
| 1994  | I                | I liga                    | 2/10             | 2/10             |                             |
| 1995  | I                | I liga                    | 5/10             | 5/10             |                             |
| 1996  | I                | I liga                    | 10/10            | 10/10            |                             |
| 1997  | II               | II liga                   | 3/11             | 3/11             |                             |
| 1998  | II               | II liga                   | 5/12             | 5/12             |                             |
| 1999  | II               | II liga                   | 10/13            | 10/13            |                             |
| 2000  | III              | II liga                   | 2/7              | 2/7              | Przegrane baraże o awans    |
| 2001  | III              | II liga                   | 1/7              | 1/7              |                             |
| 2002  | II               | I liga                    | 5/8              | 5/8              |                             |
| 2003  | II               | I liga                    | 2/8              | 2/8              | Wygrane baraże o awans      |
| 2004  | I                | Ekstraliga                | 1/8              | 1/8              |                             |
| 2005  | I                | Ekstraliga                | 1/8              | 1/8              |                             |
| 2006  | I                | Ekstraliga                | 4/8              | 4/8              |                             |
| 2007  | I                | Ekstraliga                | 6/8              | 6/8              |                             |
| 2008  | I                | Ekstraliga                | 8/8              | 8/8              |                             |
| 2009  | II               | I liga                    | 1/8              | 1/8              |                             |
| 2010  | I                | Ekstraliga                | 5/8              | 5/8              |                             |
| 2011  | I                | Ekstraliga                | 7/8              | 7/8              |                             |
| 2012  | I                | Ekstraliga                | 1/10             | 1/10             |                             |
| 2013  | I                | Ekstraliga                | 3/10             | 3/10             |                             |
| 2014  | I                | Ekstraliga                | 3/8              | 3/8              |                             |
| 2015  | I                | Ekstraliga                | 3/8              | 3/8              |                             |
| 2016  | I                | Ekstraliga                | 8/8              | 8/8              |                             |
| 2017  | II               | I liga                    | 1/8              | 1/8              |                             |
| 2018  | I                | Ekstraliga                | 8/8              | 8/8              |                             |
| 2019  | II               | I liga                    | 4/7              | 4/7              |                             |
| 2020  | II               | I liga                    | 5/8              | 5/8              |                             |
| 2021  | II               | I liga                    | 8/8              | 8/8              |                             |
| 2022  | III              | II liga                   | 6/7              | 6/7              |                             |
| 2023  | III              | II liga                   | 4/7              | 4/7              |                             |
| 2024  | III              | KLŻ                       | 1/6              | 1/6              |                             |

| Poziom ligowy | Liczba sezonów | Sezony                                                                                         |
| ------------- | -------------- | ---------------------------------------------------------------------------------------------- |
| I             | 27             | 1960, 1967–1968, 1971, 1986–1989, 1991–1996, 2004–2008, 2010–2016, 2018                        |
| II            | 35             | 1959, 1961–1966, 1969–1970, 1972–1985, 1990, 1997–1999, 2002–2003, 2009, 2017, 2019–2021, 2025 |
| III           | 7              | 1957–1958, 2000–2001, 2022–2024                                                                |

## Osiągnięcia

### Krajowe
Poniższe zestawienia obejmują osiągnięcia klubu oraz indywidualne osiągnięcia zawodników w rozgrywkach pod egidą PZM, GKSŻ oraz Ekstraligi.

#### Mistrzostwa Polski
Drużynowe mistrzostwa Polski
- 1. miejsce (3): 2004, 2005, 2012
- 2. miejsce (1): 1994
- 3. miejsce (3): 2013, 2014, 2015

Drużynowe mistrzostwa Polski juniorów
- 1. miejsce (4): 1991, 1993, 2012, 2018
- 2. miejsce (3): 1990, 2005, 2013
- 3. miejsce (2): 1983, 2004

Mistrzostwa Polski par klubowych
- 1. miejsce (2): 2007, 2013
- 2. miejsce (2): 2004, 2009
- 3. miejsce (2): 2014, 2015

Młodzieżowe mistrzostwa Polski par klubowych
- 1. miejsce (3): 1994, 2004, 2012
- 2. miejsce (4): 1991, 1992, 2005, 2014
- 3. miejsce (2): 1983, 2021

Indywidualne mistrzostwa Polski
- 1. miejsce (5):
  - 1967 – Zygmunt Pytko
  - 2005 – Janusz Kołodziej
  - 2006 – Tomasz Gollob
  - 2007 – Rune Holta
  - 2013 – Janusz Kołodziej
- 2. miejsce (3):
  - 2005 – Tomasz Gollob
  - 2007 – Tomasz Gollob
  - 2010 – Krzysztof Kasprzak
- 3. miejsce (4):
  - 2005 – Jacek Gollob
  - 2009 – Janusz Kołodziej
  - 2013 – Maciej Janowski
  - 2014 – Janusz Kołodziej

Młodzieżowe indywidualne mistrzostwa Polski
- 1. miejsce (3):
  - 1994 – Grzegorz Rempała
  - 2004 – Janusz Kołodziej
  - 2012 – Maciej Janowski
- 2. miejsce (3):
  - 1993 – Grzegorz Rempała
  - 1994 – Mirosław Cierniak
  - 2005 – Janusz Kołodziej
- 3. miejsce (3):
  - 1990 – Jacek Rempała
  - 2002 – Janusz Kołodziej
  - 2006 – Paweł Hlib

#### Pozostałe
Drużynowy Puchar Polski
- 2. miejsce (1): 1995
- 3. miejsce (1): 1994

Złoty Kask
- 1. miejsce (3):
  - 2005 – Janusz Kołodziej
  - 2006 – Tomasz Gollob
  - 2013 – Maciej Janowski
- 2. miejsce (2):
  - 1968 – Zygmunt Pytko
  - 2014 – Kacper Gomólski
- 3. miejsce (2):
  - 2009[a] – Krzysztof Kasprzak
  - 2016 – Janusz Kołodziej

Srebrny Kask
- 1. miejsce (2):
  - 1991 – Jacek Rempała
  - 2005 – Janusz Kołodziej
- 2. miejsce (2):
  - 1993 – Mirosław Cierniak
  - 2003 – Janusz Kołodziej
- 3. miejsce (2):
  - 2005 – Marcin Rempała
  - 2012 – Maciej Janowski

Brązowy Kask
- 1. miejsce (4):
  - 1989 – Jacek Rempała
  - 1990 – Robert Kużdżał
  - 2003 – Janusz Kołodziej
  - 2020 – Mateusz Cierniak
- 3. miejsce (2):
  - 1990 – Jacek Rempała
  - 2012 – Kacper Gomólski

Liga Juniorów
- 3. miejsce (1): 2012

Indywidualne międzynarodowe mistrzostwa Ekstraligi
- 3. miejsce (2):
  - 2014 –  Martin Vaculík
  - 2018 –  Nicki Pedersen

### Międzynarodowe
Poniższe zestawienia obejmują osiągnięcia klubu oraz indywidualne osiągnięcia zawodników krajowych (w zawodach drużynowych, par i indywidualnych) i zagranicznych (w zawodach indywidualnych) w rozgrywkach pod egidą FIM oraz FIM Europe.

#### Mistrzostwa świata
Drużynowe mistrzostwa świata
- 1. miejsce (4):
  - 2005 –  Tomasz Gollob
  - 2007 –  Tomasz Gollob i Rune Holta
  - 2011 –  Krzysztof Kasprzak
  - 2013 –  Maciej Janowski
- 2. miejsce (1):
  - 2014 –  Janusz Kołodziej

Drużynowe mistrzostwa świata juniorów
- 1. miejsce (4):
  - 2005 –  Janusz Kołodziej i Marcin Rempała
  - 2006 –  Paweł Hlib
  - 2012 –  Maciej Janowski
  - 2014 –  Kacper Gomólski

Indywidualne mistrzostwa świata
- 1. miejsce (3):
  - 1994 –  Tony Rickardsson
  - 2005 –  Tony Rickardsson
  - 2014 –  Greg Hancock
- 2. miejsce (2):
  - 1995 –  Tony Rickardsson
  - 2004 –  Tony Rickardsson
- 3. miejsce (2):
  - 1992 –  Gert Handberg
  - 2012 –  Greg Hancock

Indywidualne mistrzostwa świata juniorów
- 1. miejsce (1):
  - 1993 –  Joe Screen
- 2. miejsce (2):
  - 2012 –  Maciej Janowski
  - 2014 –  Kacper Gomólski
- 3. miejsce (3):
  - 2002 –  David Howe
  - 2009 –  Patrick Hougaard
  - 2013 –  Kacper Gomólski

#### Mistrzostwa Europy
Drużynowe mistrzostwa Europy juniorów
- 1. miejsce (3):
  - 2012 –  Kacper Gomólski
  - 2019 –  Mateusz Cierniak
  - 2020 –  Mateusz Cierniak

Mistrzostwa Europy par
- 1. miejsce (4):
  - 2005 –  Janusz Kołodziej
  - 2006 –  Marcin Rempała
  - 2018 –  Jakub Jamróg
  - 2020 –  Mateusz Cierniak

Indywidualne mistrzostwa Europy
- 1. miejsce (2):
  - 2010 –  Sebastian Ułamek
  - 2013 –  Martin Vaculík

Indywidualne mistrzostwa Europy juniorów
- 2. miejsce (1):
  - 2003 –  Janusz Kołodziej

#### Pozostałe
Klubowy Puchar Europy
- 1. miejsce (1): 2006

Indywidualny Puchar Mistrzów
- 1. miejsce (1):
  - 1992 –  Gert Handberg

Puchar Europy par U-19
- 3. miejsce (1):
  - 2020 –  Mateusz Cierniak

## Zawodnicy

### Kadra drużyny
Stan na 13 sierpnia 2025
| Kat.                                                   | Nar.      | Fed.      | Żużlowiec           | DMP (2SE) | DMPJ | Uwagi                           |
| ------------------------------------------------------ | --------- | --------- | ------------------- | --------- | ---- | ------------------------------- |
| S                                                      | Finlandia | Szwecja   | Timo Lahti          | T         |      |                                 |
| S                                                      | Ukraina   | Ukraina   | Marko Łewiszyn      | T         |      |                                 |
| S                                                      | Polska    | Polska    | Mateusz Szczepaniak | T         |      |                                 |
| U24                                                    | Australia | Australia | Fraser Bowes        | T         |      | Wypożyczony ze Speedwaya Lublin |
| U19                                                    | Polska    | Polska    | Paweł Czaus         |           | T    | Wypożyczony ze Speedwaya Lublin |
| U19                                                    | Polska    | Polska    | Igor Gryzło         | T         | T    |                                 |
| U19                                                    | Polska    | Polska    | Jan Heleniak        | T         | T    |                                 |
| U19                                                    | Polska    | Polska    | Sebastian Madej     | T         | T    |                                 |
| U17                                                    | Polska    | Polska    | Adrian Gorzkowski   | T         | T    |                                 |
| U17                                                    | Polska    | Polska    | Radosław Kowalski   | T         |      | Wypożyczony z ROW-u Rybnik      |
| „” oznacza, że zawodnik został zgłoszony do rozgrywek. |           |           |                     |           |      |                                 |